# Baharuia
Baharuia là chi thực vật có hoa trong họ Apocynaceae.